# La Asunción
För andra betydelser, se La Asunción (olika betydelser).

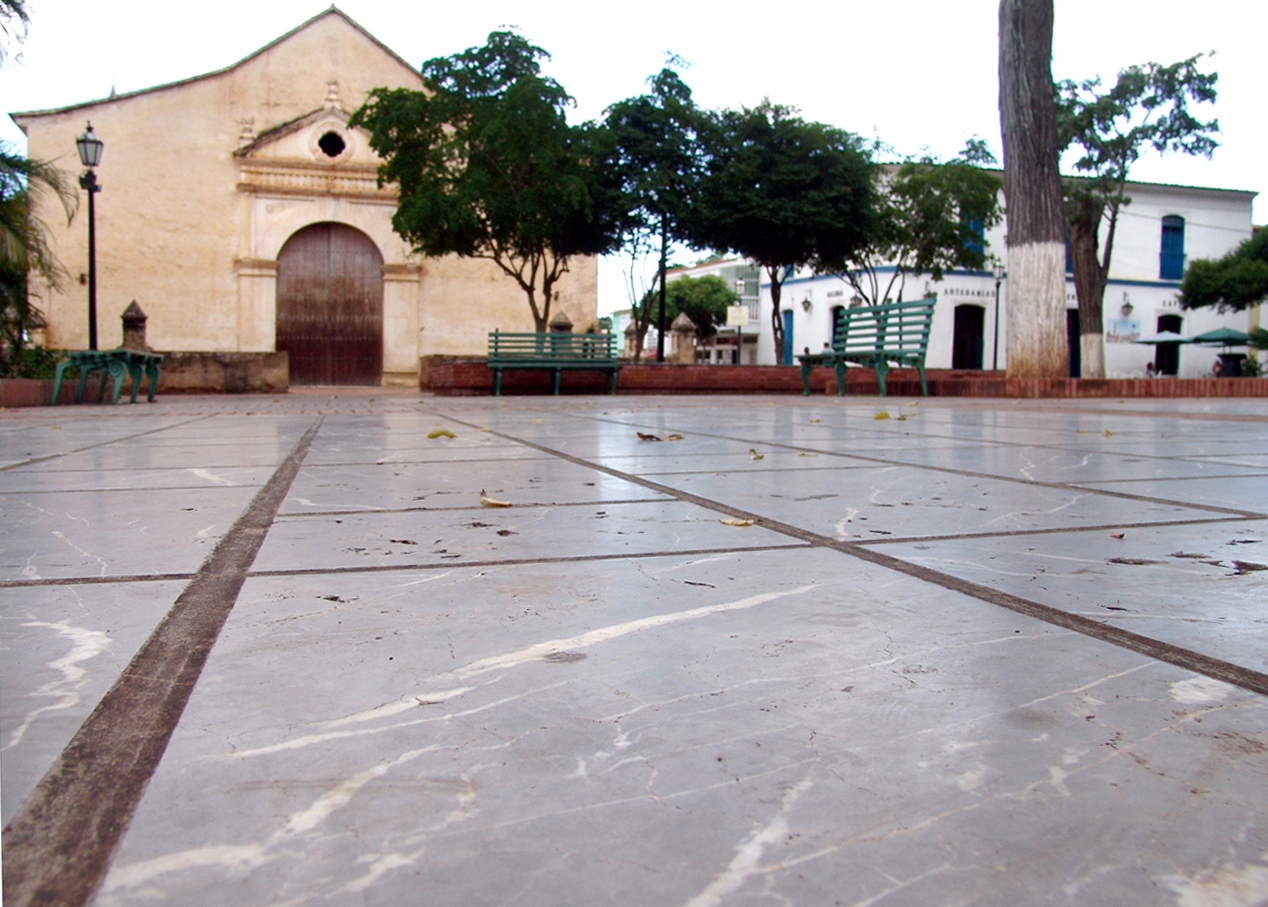
Katedralen i La Asunción

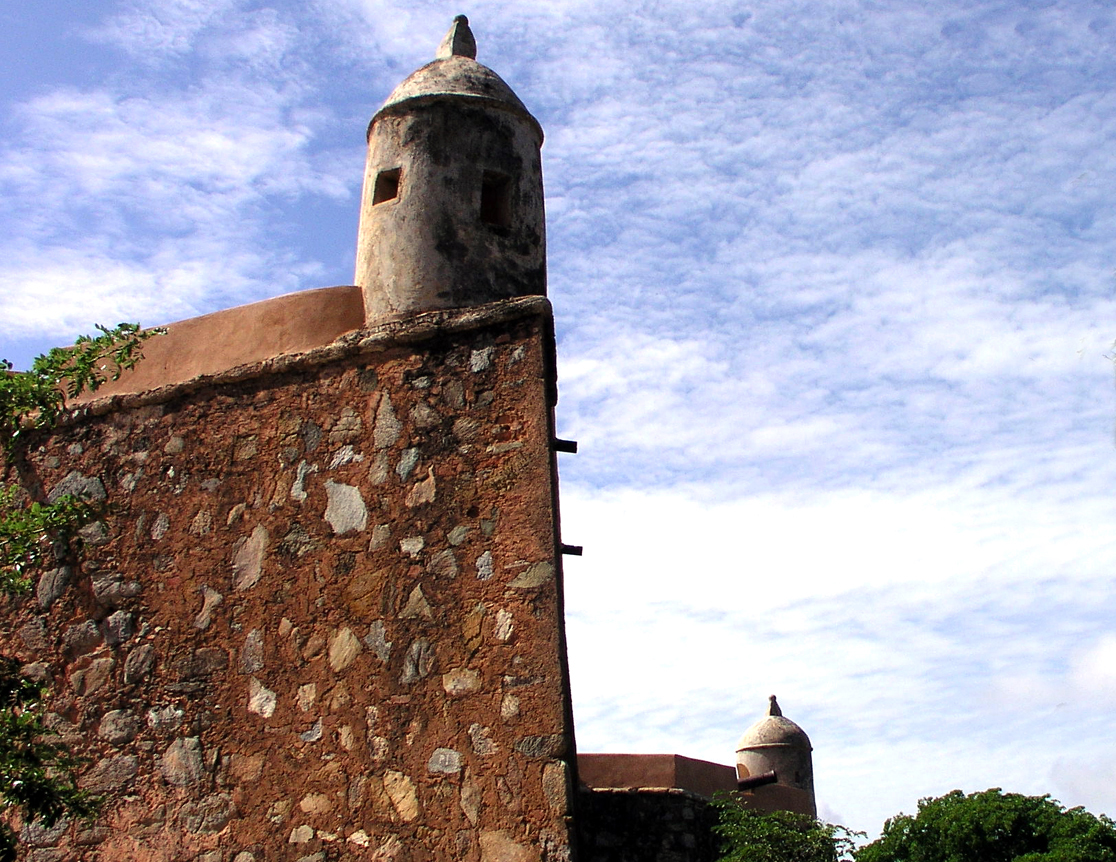
Fortet Santa Rosa

La Asunción är en stad i Venezuela, och delstaten Nueva Espartas huvudstad. Den ligger på Isla Margarita som ligger utanför Venezuelas kust. Den 30 juni 2008 hade staden 27 971 invånare på en yta av 52 kvadratkilometer. Den kommun som administrerar staden har det officiella namnet Arismendi.
Staden grundades 1524 av spanjorerna en bit in i landet för att undvika attacker av pirater som härjade i vattnen runt ön på den tiden. Många av de koloniala byggnaderna finns fortfarande kvar och strax utanför staden ligger fortet Santa Rosa. I staden finns Museo Nueva Cádiz med information om Nueva Cádiz som låg på Cubagua och var den första spanska bosättningen i Venezuela och Sydamerika.